# Conus lividus
Conus lividus, tên tiếng Anh: Livid cone, là một loài sophisticated predatory ốc biển, là động vật thân mềm chân bụng sống ở biển trong họ Conidae, họ ốc cối.

## Phân bố
This cone snail được tìm thấy ở Aldabra, Chagos, Mascarene Basin, Mauritius, Mozambique, Biển Đỏ, Tanzania và the West bờ biển của Nam Phi.

## Hình ảnh

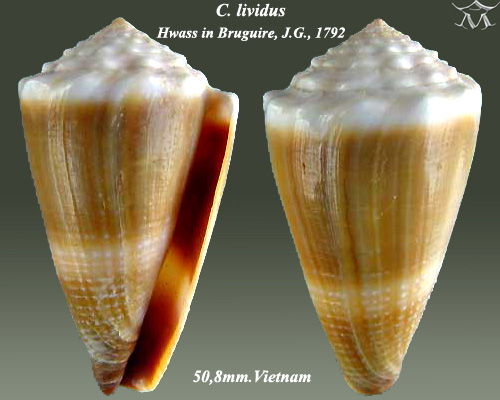
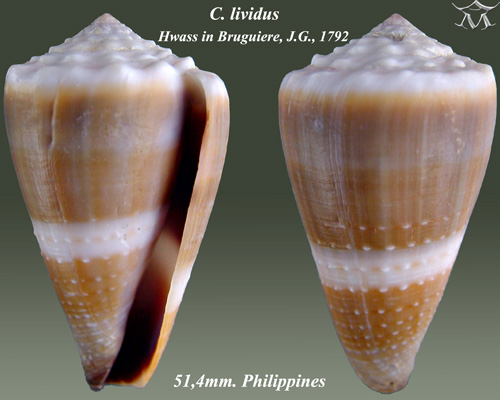
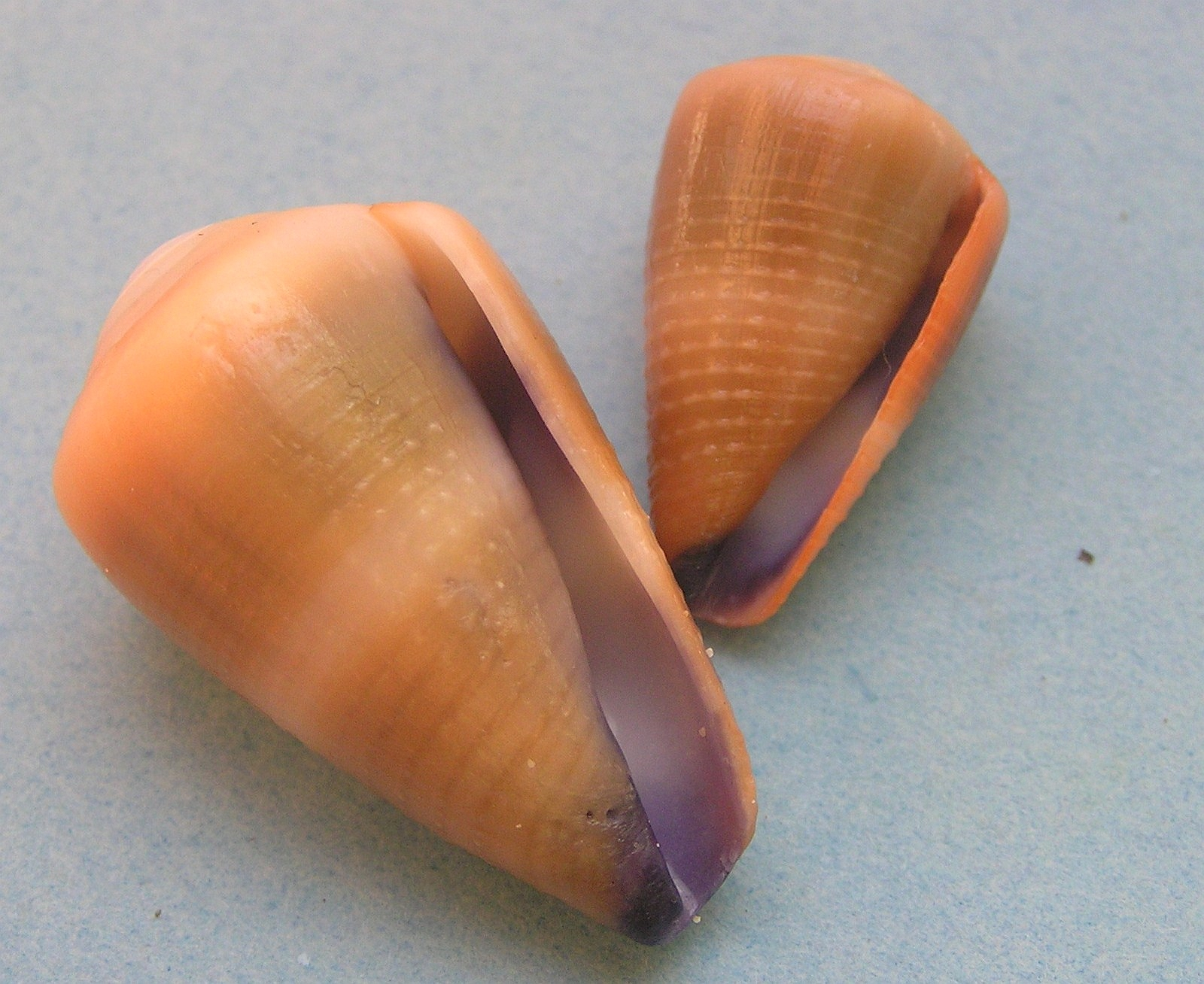
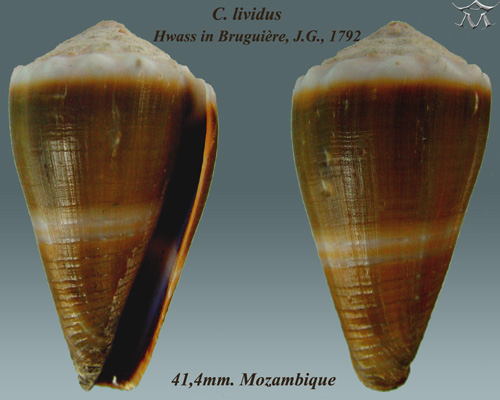